# Eustachys glabrescens
Eustachys glabrescens är en gräsart som först beskrevs av Eduard Hackel, och fick sitt nu gällande namn av José Aristida Alfredo Caro och Evangelina A. Sánchez. Eustachys glabrescens ingår i släktet Eustachys och familjen gräs. Inga underarter finns listade i Catalogue of Life.